# 김여진 (아나운서)
김여진(1980년 11월 22일 ~ )은 대한민국 YTN 아나운서이다. 서울특별시 출신이다.

## 학력
- 삼육중학교 졸업

(1996년)
- 삼육고등학교 졸업(1999년)
- 2000 ~ 2004 : 서울대학교 지리교육학 학사

## 경력
- 1998년 : KBS대전방송총국 아나운서
- 2004년 ~ 2005년 4월 : CMB한강케이블TV 아나운서
- 2005년 5월 ~ 2016년 7월 : YTN 해외방송팀 프로듀서
- 2005년 ~ 현재 YTN 앵커

## 진행 TV 프로그램
- YTN 24
- 뉴스 오늘
- YTN 뉴스와이드
- YTN 뉴스나이트
- YTN 경제와이드
- 뉴스&이슈
- 뉴스Q
- 해외안전 여행정보
- 글로벌 코리안

## 진행 라디오 프로그램
- 김여진의 아침풍경 (YTN NEWS FM)